# Banda Nova de Fermentelos
A Banda Nova de Fermentelos é uma banda filarmónica sediada em Fermentelos, povoação e sede de freguesia portuguesa do Município de Águeda.
Conhecida também como Banda Nova e Pinha Acesa a Banda está integrada na Associação Cultural e Recreativa Banda Nova de Fermentelos, entidade de utilidade pública e ao abrigo da Lei do Mecenato.
Em 5 de Novembro de 1921 apresentou-se em público, digamos que oficialmente, com o nome de Filarmónica Nova de Fermentelos . Possui sede própria condigna, onde funciona uma exemplar Escola de Música. Integra ainda uma Orquestra Juvenil.
Desde 1921 vem esta agremiação fomentando e desenvolvendo a arte musical e numerosas outras atividades culturais e recreativas, de acordo com os interesses dos seus associados e da população fermentelense em geral, o que, decisivamente contribuiu para que lhe fosse atribuído, pelo Governo, o estatuto de Coletividade de Utilidade Pública.
Integram a Banda Nova entre 70 a 80 elementos, na sua esmagadora maioria formados na própria Banda Nova.
Muitos dos que passaram pela Banda Nova destacaram-se como Maestros de Orquestra e Bandas de Música, Professores de Conservatório e executantes nas principais Bandas Militares do País.

## Fundação
Foi fundada em 5 de Novembro de 1921, sob o nome de Filarmónica Nova de Fermentelos, tendo passado em 23 de Fevereiro de 1978 à designação atual de BANDA NOVA DE FERMENTELOS, aquando da sua constituição em Associação Cultural e Recreativa.
Na sua origem está uma divergência que houve com a então Banda Marcial de Fermentelos tendo então ocorrido a cisão das duas Bandas .
.

## Maestros
Desde 1986 dirigida pelo Maestro Professor João Constantino Duarte Neves até 2014. Desde essa data até aos dias de hoje é dirigida pelo Maestro Orlando Rocha 
Fundada e dirigida desde os primeiros tempos pelo Maestro Jeremias Pires Brigeiro, teve depois como continuadores os Maestros João Dias, Professor José de Oliveira, Artur Nunes Bártolo, Daniel Pires da Rosa, Professor Duarte Neves e António Pepino que foram sucessivamente elevando o nível artístico da Banda até à presença do atual Professor e Maestro João Neves, que lhe dá um timbre singularmente aperfeiçoado . Hoje

## Atuações
Ao longo dos seus muitos anos de existência, a Banda Nova de Fermentelos tem sido sempre muito solicitada para atuações em todo o território nacional e, até, no estrangeiro.
Anualmente, o número de espetáculos proporcionados ronda as duas a três dezenas
A Banda Nova atuou diversas vezes em receções a dirigentes políticos, nomeadamente Primeiros Ministros, por convite de entidades regionais. Participou em programas da RDP e RTP, com atuações em direto.
A nível nacional merecem especial referência as participações nas maiores romarias do país, desde o Minho até ao Algarve;
- Festival Ibérico de Loures;
- Festividades do Senhor Santo Cristo dos Milagres (Ilha de S. Miguel - Açores),
- Região Autónoma da Madeira.
- 1994 - Encerramento de "Lisboa/94 - Capital Europeia da Cultura"
- 1998 - Em Setembro de 1998, a convite da "Expo’98", atuou em duas oportunidades neste magno acontecimento, cabendo-lhe a honra de participar na grandiosa festa de encerramento da última exposição mundial do século XX.
- 1999 - No Teatro S. Luís, em Lisboa, na presença de figuras da cultura nacional, realizou um memorável concerto que mereceu rasgados elogios das individualidades presentes.
- Atuou ainda no Parque das Nações, no famoso palco da "Praça Sony".
- Por convite do Inatel, concertos na cidade do Porto - Palácio de Cristal (Porto) e Teatro Rivoli.
- Mais recentemente, em Janeiro de 2011, realizou um memorável concerto na Casa da Música, Porto.

## Atuações internacionais
Em 1978, iniciou a Banda a sua série de deslocações ao estrangeiro. Registem-se as suas digressões por: 
- Espanha; Galiza e Ilhas Baleares;
- Venezuela, onde gravou o seu primeiro disco, e atuou no canal Venezolana de Televisión - Canal 8;
- 1994, Suíça a convite da Missão Católica Portuguesa, onde efetuou concertos nas cidades de Rorschach e Einsiedeln
- 1994 Liechtenstein com brilhante atuação na cidade de Vaduz;
- 1996, Suíça, em Maio de 1996, para participar em festividades religiosas, deixando atrás de si um rasto de simpatia e admiração devido às excelentes prestações nos concertos de La Chaux de Fonds e no interior da Catedral de Neuchâtel.
- Brasil a convite da Federação de Bandas Civis do Rio de Janeiro, onde realizou 12 concertos nas cidades de Niterói, Marica e Rio de Janeiro.

## Gravações
Os CDs gravados transmitem aos amantes da música a elevada qualidade artística da Banda na atualidade e, um pouco, o repertório que executa.
- Venezuela, onde gravou o seu primeiro disco.
- 1º CD Banda Nova - gravado a 18 de Abril de 1999 - Concerto com gravação ao vivo de um CD, no Teatro da Trindade, em Lisboa, a convite do Inatel.
- "Banda Nova de Fermentelos - CD 2000".
- "Novo Milénio".